# Liposucció
La liposucció és una tècnica quirúrgica que té com a objectiu d'eliminar el greix de la part del cos afectada per la lipodistròfia, que és l'acumulació de greix en una zona concreta, Consisteix en l'aspiració del greix mitjançant cànules fines per petites incisions en els dipòsits on n'hi ha. El resultat final és una millora de la silueta de la persona.

## Història
Aquesta tècnica es va donar a conèixer a mans del ginecòleg italià Giorgio Fischer l'any 1973-1974. Va ser una gran evolució en el camp de la cirurgia estètica, ja que, prèviament, la tècnica utilitzada era l'extirpació del greix juntament amb la pell, anomenat dermolipectomies. Tot i així, el primer en posar en pràctica la tècnica va ser Gerard Yves Illouzl, tres anys més tard, el 1977. Aquest va introduir la cànula per a realitzar l'aspiració de la grassa.
Aquesta tècnica ha anat evolucionant i s'han introduït nous mètodes com la tècnica humida a mans de Jeffrey Klein l'any 1985.
Al principi s'utilitzava anestèsia local i el postoperatori era més dur. Actualment, es fa sota anestèsia local o locoregional.

## Tipus de liposucció
Generalment, hi ha dos tipus de liposucció: tradicional i assistida per ultrasons. La primera consisteix en marcar les àrees a treballar. Seguidament, s'injecta la solució vasoconstrictora i s'inicia l'aspiració amb cànules d'aproximadament 4mm. Un cop acabada l'aspiració és fa compressió durant unes setmanes en els punts d'inserció.
La segona tècnica consisteix en aspirar i destruir les cèl·lules grasses.No és molt utilitzada pels desavantatges que té. Per exemple, alt cost, postoperatori més dur i llarg,necrosi cutània, entre d'altres.
Hi ha altres maneres de classificar els tipus de liposucció: Tècnica humida, Smartlipo, CoolLipo, Liposucció VASER, Liposucció assistida i Liposucció làser.

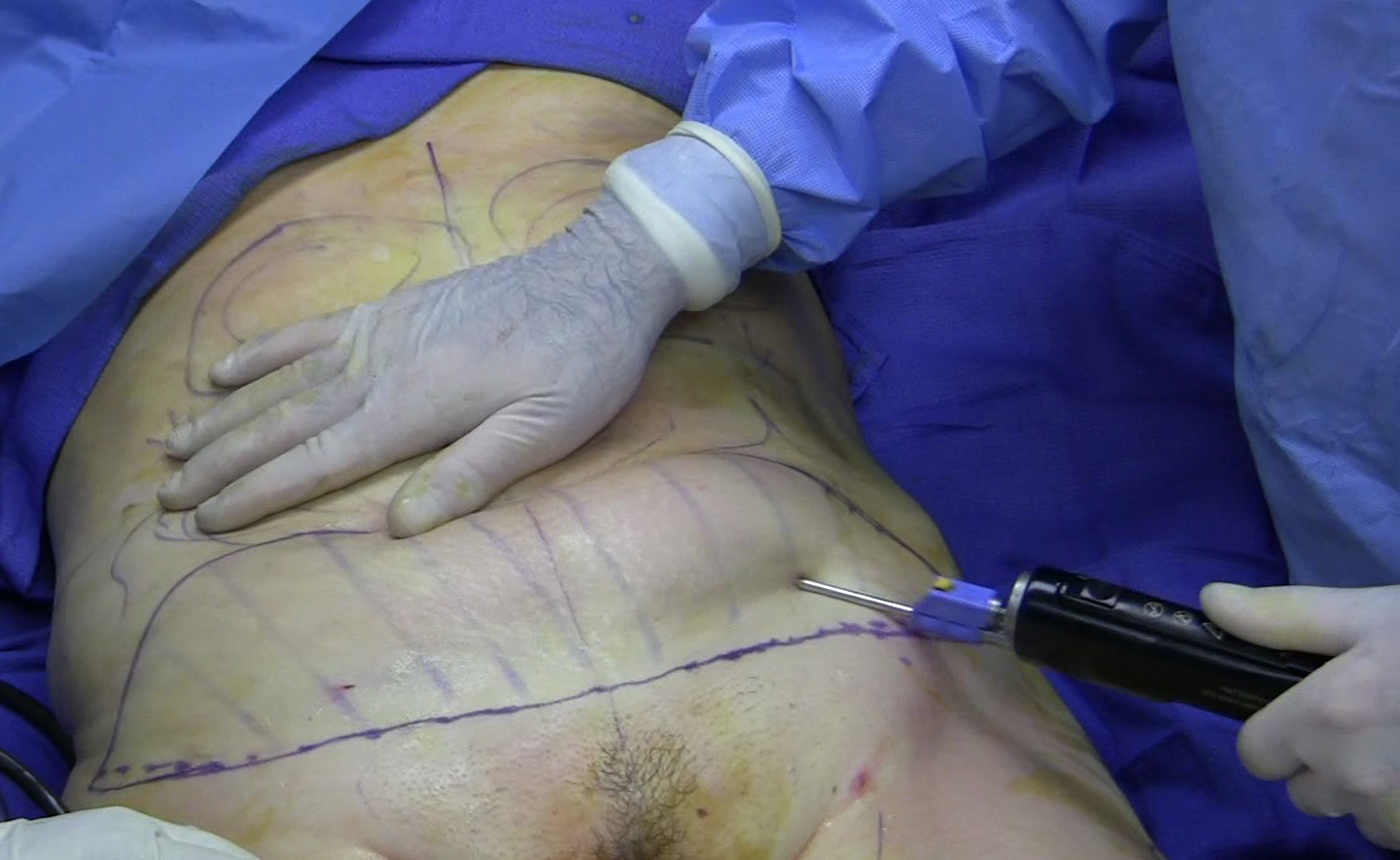
Cànula de liposucció durant la intervenció

## Zones en les quals es fa liposucció

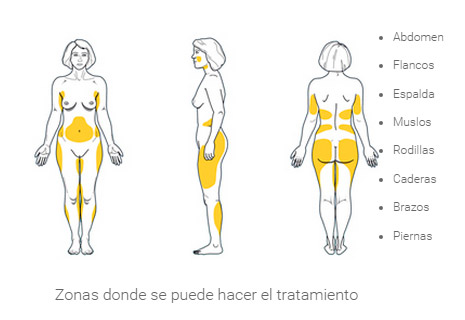
Zones en les quals es realitza la liposucció

La liposucció es pot realitzar a diferents parts del cos: abdomen, malucs, cames, genolls, cuixes, cuixa interna, entre d'altres.

## Preoperatori
Primerament, es farà una consulta per realitzar un examen físic complet, avaluació psicològica i resoldre dubtes. Cal fer una bona anamnesi per avaluar patologies actives i tractaments actius. Un cop presa la decisió es duran a terme proves complementàries com anàlisi de sang.

## Postoperatori
Segons el tipus de cirurgia caldrà hospitalització o no. Generalment, s'utilitza l'anestèsia local o loco-regional i el pacient pot anar a casa, Posteriorment, de la intervenció quirúrgica es col·locarà una faixa compressiva durant dues setmanes aproximadament. Les sutures es retiraran als 5-10 dies depenent la zona. Pot aparèixer dolor, hematoma i envermelliment.
Els resultats de la intervenció quirúrgica no es veuen de seguida. Els efectes s'apreciaran entre 2 i 6 setmanes després de la intervenció.